# コドリ川
コドリ川（グルジア語: კოდორი、グルジア語ラテン翻字: Kodori、アブハズ語: Кәыдры、アブハズ語ラテン翻字: Kwydry）は、ジョージアのアブハジア自治共和国を流れる川。ブジピ川と並ぶ、アブハジアの2大河川の一つである。グヴァンドラ川とサケニ川の合流点、マルツスヘナ・ゲンツヴィシ村の付近を起点とし、スフミの南東約20キロメートル、ヴァルチャ村の付近で黒海に流れ出る。年平均流量は123立方メートル毎秒、流域面積は2,030平方キロメートルであり、アブハジアの河川の中では第1位である。全長は84キロメートル。グヴァンドラ川と合わせると110キロメートル、サケニ川と合わせると105キロメートルであり、アブハジアの河川ではブジピ川に次ぐ第2位の長さとなる。
コドリ川の上流域は、過去の氷河による浸食の影響を受けた、特徴的な渓谷となっている（コドリ渓谷）。グヴァンドラ川とサケニ川の合流点より下流は箱型の谷を形成しており、広い谷底の沖積段丘となっている。ラタ村の下流にある、コドリ渓谷の入口となる付近は「バガディの岩」と呼ばれている。コドリ川の支流のほとんどは、コーカサスの南斜面を水源としている。主な支流としてチハルタ川、ムランバ川、ジャンパリ川、アムツケリ川が挙げられる。
コドリ川の渓谷沿いには、コーカサス山脈のクルホリ峠を通ってスフミとチェルケスクを結ぶスフミ軍用大道路がある。

## コドリ川に由来する名前
この川の名前にちなんで、フィンランドがソ連向けに建造した航海練習船が「コドル」と命名された。この船は映画「グラント船長を探して」に「ダンカン」として登場した。